# Cernay-la-Ville
Pour les articles homonymes, voir Cernay.
Cernay-la-Ville est une commune française située dans le département des Yvelines en région Île-de-France.

## Géographie

### Localisation
Situé sur la D 906 entre Rambouillet et Chevreuse, le village est inclus dans le parc naturel régional de la haute vallée de Chevreuse (PNRHV) sur la limite nord-est de la forêt domaniale de Rambouillet et du plateau de la Beauce. Il est situé en bordure du bassin parisien (40 km) en jointure des forêts domaniales de Rambouillet (14 km) et Versailles/Saint-Germain-en-Laye (20 km).
Le centre du bourg est organisé autour de l'intersection entre la D 906 menant à Rambouillet allant vers Chartres et du D 24 menant à Limours. Cernay-la-Ville est en situation privilégiée au centre du PNRHV à proximité de lieux touristiques historiques (Vaux de Cernay, châteaux de Dampierre, Chevreuse, Rambouillet, Versailles, Breteuil… etc.)  ainsi que des grands bassins d'emploi contemporains des Yvelines (Saint-Quentin-en-Yvelines, plateau de Saclay ou Vélizy-Villacoublay).

### Communes limitrophes
Vers le nord Senlisse par D 149 ou D 91, vers l'est Choisel par D 906, vers le sud-est Bullion par D 149, vers le sud La Celle-les-Bordes par D 72 et vers l'ouest Auffargis par D 24.

### Hydrographie
Le village est situé un peu avant le confluent du ruisseau de Prédecelle (ou Rouillon) et ru des Vaux, affluents de l'Yvette qui traverse la commune sur 2,342 km et se jette dans l'Étang de Cernay/Abbaye (travail initial des moines suivi des curages réguliers contemporains). Ce ruisseau, qui s'écoule d'ouest en est sur une dizaine de kilomètres, reçoit les émissaires des étangs de Hollande et de l'étang du Perray, pour se jeter dans l'Yvette à Dampierre-en-Yvelines.

### Géologie et relief
En face du plateau (extrémité nord-ouest de la Beauce) où se situe le village, se dressent d'imposantes collines forestières qui débouchent sur un autre grand plateau. Leur importance et leur caractère escarpé nuancent avec le paysage relativement plat du reste de l'Île-de-France. Le lieu est prisé depuis le XIXe siècle pour la randonnée par les touristes, peintres ou photographes. On désigne souvent la plus haute sous le nom de Pic du Carrier, car elle mène à une ancienne carrière, la carrière des Maréchaux, située sur la commune de Senlisse. Elle fut exploitée jusqu'en 1930 pour l'extraction de blocs de grès et le taillage de pavés expédiés par train vers les chantiers parisiens (gare des Essarts). On y extrayait aussi la pierre meulière qui a été utilisée pour la construction de maisons individuelles. La carrière a longtemps été le premier employeur de la région, plus de 200 personnes travaillaient sur ce site. Sous le grès et la meulière, le sous-sol est constitué de sables, argiles plastiques et craies en profondeur. On peut aussi emprunter le col de la Vallée (appellation cernaysienne locale) par un sentier qui serpente sur le flanc occidental de cette vaste colline.

### Voies de communication et transports
Le village se trouve un peu à l'écart des réseaux ferroviaires, qui le contournent soit par le nord-ouest (ligne de Versailles à Chartres avec une gare SNCF à Rambouillet), soit par le sud-ouest (ligne de Palaiseau avec une gare RER B à Saint-Rémy-lès-Chevreuse). La commune est desservie quotidiennement par les lignes du réseau de bus Centre et Sud Yvelines.

### Climat
Pour des articles plus généraux, voir Climat de l'Île-de-France et Climat des Yvelines.
En 2010, le climat de la commune est de type climat océanique dégradé des plaines du Centre et du Nord, selon une étude du CNRS s'appuyant sur une série de données couvrant la période 1971-2000. En 2020, Météo-France publie une typologie des climats de la France métropolitaine dans laquelle la commune est exposée à un climat océanique altéré et est dans la région climatique Sud-ouest du bassin Parisien, caractérisée par une faible pluviométrie, notamment au printemps (120 à 150 mm) et un hiver froid (3,5 °C).
Pour la période 1971-2000, la température annuelle moyenne est de 10,6 °C, avec une amplitude thermique annuelle de 15 °C. Le cumul annuel moyen de précipitations est de 656 mm, avec 10,7 jours de précipitations en janvier et 7,7 jours en juillet. Pour la période 1991-2020, la température moyenne annuelle observée sur la station météorologique la plus proche, située sur la commune de Choisel à 3 km à vol d'oiseau, est de 11,1 °C et le cumul annuel moyen de précipitations est de 709,1 mm,. Pour l'avenir, les paramètres climatiques de la commune estimés pour 2050 selon différents scénarios d'émission de gaz à effet de serre sont consultables sur un site dédié publié par Météo-France en novembre 2022.
| Mois                                  | jan.             | fév.             | mars           | avril         | mai           | juin           | jui.           | août          | sep.         | oct.          | nov.            | déc.             | année      |
| ------------------------------------- | ---------------- | ---------------- | -------------- | ------------- | ------------- | -------------- | -------------- | ------------- | ------------ | ------------- | --------------- | ---------------- | ---------- |
| Température minimale moyenne (°C)     | 1,3              | 1                | 3,1            | 5             | 8,4           | 11,4           | 13,2           | 13            | 10,1         | 7,4           | 4,1             | 1,6              | 6,6        |
| Température moyenne (°C)              | 4                | 4,4              | 7,5            | 10,1          | 13,8          | 17             | 19,2           | 19            | 15,4         | 11,6          | 7,2             | 4,2              | 11,1       |
| Température maximale moyenne (°C)     | 6,7              | 7,7              | 11,9           | 15,3          | 19,2          | 22,6           | 25,1           | 25            | 20,8         | 15,8          | 10,4            | 6,9              | 15,6       |
| Record de froid (°C) date du record   | −14,2 14.01.1979 | −13,5 07.02.1991 | −10,4 13.03.13 | −4,5 15.04.19 | −1 07.05.1997 | 2,2 04.06.1991 | 4,9 19.07.1974 | 4,3 21.08.14  | 1,8 30.09.12 | −4 30.10.1997 | −9,5 24.11.1998 | −10,6 29.12.1996 | −14,2 1979 |
| Record de chaleur (°C) date du record | 15,5 27.01.03    | 18,5 24.02.1990  | 24 29.03.1989  | 28 21.04.18   | 31,6 28.05.17 | 36,4 27.06.11  | 37,5 01.07.15  | 39,5 06.08.03 | 33 05.09.13  | 28,5 03.10.11 | 21 08.11.15     | 16,5 07.12.00    | 39,5 2003  |
| Précipitations (mm)                   | 61,4             | 51,7             | 51,5           | 48,9          | 67,8          | 61,5           | 52,4           | 56,3          | 51,6         | 65,8          | 64,7            | 75,5             | 709,1      |

## Urbanisme

### Typologie
Au 1er janvier 2024, Cernay-la-Ville est catégorisée bourg rural, selon la nouvelle grille communale de densité à sept niveaux définie par l'Insee en 2022.
Elle est située hors unité urbaine. Par ailleurs la commune fait partie de l'aire d'attraction de Paris, dont elle est une commune de la couronne,. Cette aire regroupe 1 929 communes,.

### Occupation des solssimplifiée
Le territoire de la commune se compose en 2017 de 90,49 % d'espaces agricoles, forestiers et naturels, 3,92 % d'espaces ouverts artificialisés et 5,59 % d'espaces construits artificialisés.

### Occupation des sols détaillée
Le tableau ci-dessous présente l'occupation des sols de la commune en 2018, telle qu'elle ressort de la base de données européenne d'occupation biophysique des sols Corine Land Cover (CLC).
| Type d’occupation                                                                   | Pourcentage | Superficie (en hectares) |
| ----------------------------------------------------------------------------------- | ----------- | ------------------------ |
| Tissu urbain discontinu                                                             | 5,0 %       | 50                       |
| Terres arables hors périmètres d'irrigation                                         | 49,0 %      | 491                      |
| Systèmes culturaux et parcellaires complexes                                        | 6,1 %       | 61                       |
| Surfaces essentiellement agricoles interrompues par des espaces naturels importants | 0,4 %       | 4                        |
| Forêts de feuillus                                                                  | 39,6 %      | 397                      |
| Source : Corine Land Cover                                                          |             |                          |

Le territoire de la commune se compose donc en majeure partie (environ 90 %) d'espaces agricoles, forestiers et naturels, comme le confirment les études autour du plan local d'urbanisation (PLU) de 2017.

### Plan local d'urbanisation
Les extensions pavillonnaires, typiques à partir des années 1970, sont maintenant contraintes pour protéger les surfaces agricoles et les orientations du Parc naturel régional de la Haute Vallée de Chevreuse. En effet, à partir des années 1970, les programmes immobiliers pavillonnaires ont modifié la structure traditionnelle du village. Ils font suite à une demande de propriété des générations baby-boom « primo-accédants » (dans le sillage d'une période favorable à ce type d'immobilier sur le plan national depuis l'après-guerre). Plusieurs programmes ont été réalisés sur cette période avec les lotissements comme « le Hameau », « les Cottages », « Jardins de Chevreuse », suivis de programmes plus modestes tels que celui des « Graviers », « Jean Baptiste Corot », les « Peupliers » et les « Pommiers ». Sur 10 ans, il y a donc eu triplement de la population (histogramme ci-dessous).
Mais à partir des années 2000, la baisse de population fera suite au départ vers d'autres lieux des étudiants, jeunes adultes ou certains retraités vers la province avec peu de nouvelles constructions (la loi du 13 décembre 2000 relative à la solidarité et au renouvellement urbain ne concerne pas la commune). Le dernier PLU anticipe donc une densification des bâtis sur les petites parcelles foncières (programmes « bimby ») pour devancer une éventuelle demande immobilière sans empiéter sur les surfaces foncières destinées à la production agricole ou à la protection des zones naturelles.

### Lieux-dits, écarts et quartiers
La commune comprend deux hameaux : Saint Robert (sur la D 906 en allant vers Rambouillet) et l'abbaye des Vaux-de-Cernay (partagé avec Auffargis), dans la vallée, qui est en fait un prolongement de la Vallée de Chevreuse. La route D 24 vers l'ouest permet de rejoindre un vaste étang dit « de l'Abbaye » mais aussi « de Cernay ». Cette grande pièce d'eau a été créée au XIIIe siècle par les moines du moment (à la pelle) à partir d'un marécage.

## Toponymie
Le nom de la localité est attesté sous les formes Sarnetum en 768,, Sarnaium au XIIIe siècle, Serneium en 1218, Sarnium, Sarnaia, Sarnaiacum, Sarnei, Sarnee, Sernay, Sairnay, Cernay en 1793. L'étymologie est possiblement similaire aux autres Cernay de France, comme Cernay-lès-Reims (Marne, Sarnacum en 1103) ou Cernay dans le Haut-Rhin,.
Il est probable que l'on y ait exploité ou travaillé le fer, dès l'époque de La Tène, comme l'indiquent les racines celtiques des noms semblables de ces localités, du gaulois *Isarnacon, basé sur isarno « fer » + suffixe localisant d'origine gauloise -acon (confondu avec -etum dans la forme de 768), d'où le sens global de « lieu où il y a du fer », « ferrière ».
Le complément locatif -la-Ville vient d'un souci de distinction du nom du village vis-à-vis de la notoriété du site de l'abbaye des Vaux-de-Cernay.

## Histoire
Le village de Cernay est mentionné dès 768 dans une charte de Pépin le Bref. Des "feux" identifiés avant le Xe siècle au début du Moyen Âge témoignent des familles agricoles qui s'installèrent progressivement à la faveur de la mixité des forêts (chasse) et d'un sol fertile (limons). Les habitants défrichent progressivement en entreprenant un élevage rudimentaire autour de pauvres chaumières. La véritable histoire de Cernay-la-Ville commence au début du XIIe siècle avec l'édification de l'abbaye de Notre-Dame des Vaux de Cernay de l'ordre de Cîteaux (voir la monographie L'Abbaye des Vaux de Cernay sous la direction de Marcel Aubert). La compilation et l'étude des cartulaires nous apprennent que l'abbé Artaud (ou Arnaud) fut chargé par saint Godefroy, moine supérieur de l'abbaye de Savigny, d'installer le 17 septembre 1118 une douzaine de religieux dans l'étroit vallon marécageux de Bric-Essart à la suite d'un don de Simon III de Nauphle-le-Château (familier de LouisVI) et de sa femme Ève. Ils y fondent l'abbaye des Vaux-de-Cernay. D'abord construites en bois, les premières constructions furent lentement consolidées en pierres à partir de 1145 (proches carrières de grès) après un éprouvant travail d'assainissement et d'irrigation autour du ruisseau des Vaux. La première attestation de l’appellation Vaux-de-Cernay se trouve dans un acte de Louis VII daté de 1142.
En 1147, un nouvel essor du lieu découle du rattachement de l'ordre de Savigny à Cîteaux. Les Vau(l)x de Cernay obtiennent le rang prestigieux d'abbaye cistercienne dans la filiation de Clairvaux. Les Vaux-de-Cernay vont alors devenir un centre de culture très important aux XIIe et XIIIe siècles en étant protégé par une communauté de nobles locaux attachés aux monarchies, féodalités avec, en arrière-plan, le soutien de la papauté. Le sixième abbé Guy des Vaux-de-Cernay, proche de Simon de Montfort (qu’il suivra dans la 4e croisade de 1202), fut un prédicateur enflammé d'après le chroniqueur Pierre des Vaux de Cernay et deviendra évêque de Carcassonne (après siège de Zara en Hongrie puis combat contre les Albigeois).
En mars 1215, des religieuses cisterciennes fondèrent l'abbaye de Porrois soumise aux Vaux de Cernay qui devait devenir célèbre sous le nom de Port-Royal. C'est en 1235 que les moines placeront à leur tête Thibaut de Marly (1200 - 1247 saint Thibaut en 1270) qui fera rayonner un courant intellectuel et relationnel remarquable (qui durera jusqu'au XIVe siècle) entre les diocèses de Paris (maison rue des Moines-de-Cernay devenue rue du Foin près de la place des Vosges) et de Chartres. C'est aussi à cette époque que Louis IX (Saint Louis) rencontra le saint abbé pour, dit on, l'entretenir de la stérilité de sa femme, la reine Marguerite de Provence. Elle eut par la suite 11 enfants. Sur la tombe de Thibaut de Marly vinrent s'agenouiller Philippe le Hardi, Philippe le Bel, Charles VI. L'abbaye reçu de nombreuses visites prestigieuses au cours des siècles suivants que ce soient rois, reines, le dauphin de Louis XIV avec sa cour après la chasse, présidents et grands noms de la république française (dont Victor Hugo qui dessina une copie de la rosace).

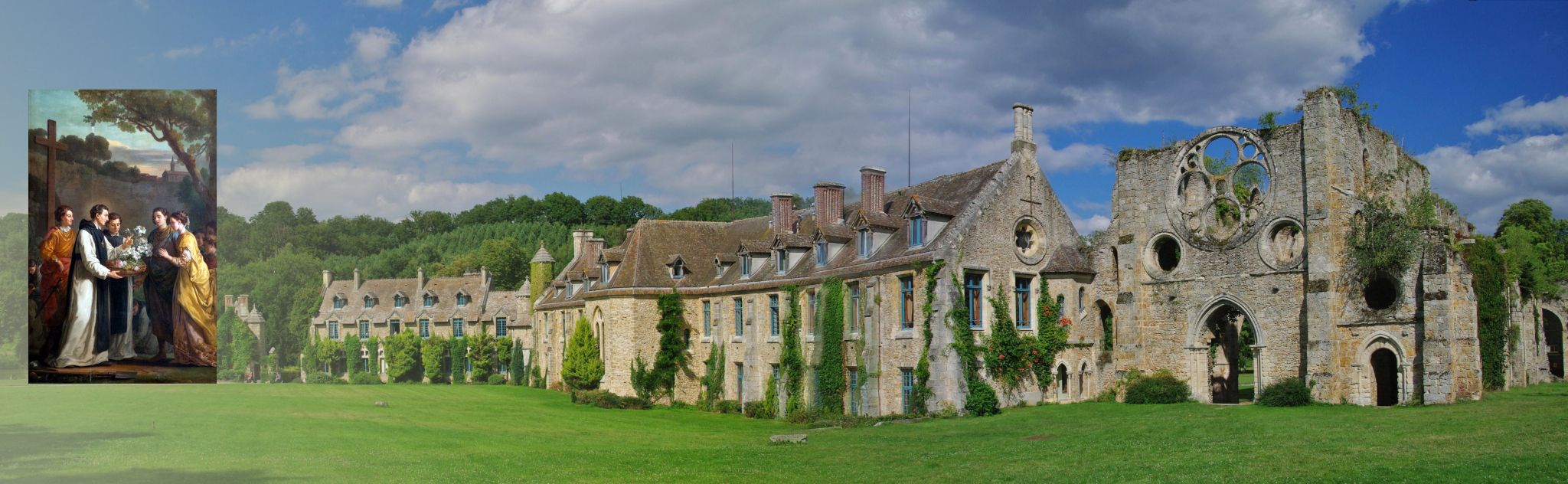
(1) Abbaye des Vaux-de-Cernay. (2) L'abbé Thibaut offrant une gerbe de 13 lys au roi Louis IX (Saint Louis) et à son épouse Marguerite de Provence anticipant la naissance des 11 enfants de la reine. L'original du tableau est à Versailles  Joseph-Marie Vien,1716-1809.

Mais dès le XIVe siècle, l'abbaye périclitera progressivement et les bâtiments ne seront plus entretenus car le pays est ravagé par les guerres et fléaux de toute sorte (guerre de Cent Ans 1337 à 1453). En décembre 1463, par ses lettres patentes, le roi Louis XI confirma sa protection royale, octroyée par ses prédécesseurs. Au début du XVIe siècle, les abbés qui se succèdent aux Vaux, s’efforcent de réparer les ruines accumulées et de rendre au monastère la vie qui l’animait avant la guerre de Cent Ans. En 1542, l’abbaye passe en commende, ce qui entraîne l'affaiblissement de son mode financement. Le monastère connaîtra une embellie à la fin du XVIIe et au XVIIIe siècle avec des aides notables (Jean de furet et Catherine sainte Marie sa femme : dalle funéraire de 1641 inventoriée aux archives départementales des Yvelines, sis en l'église de Cernay-la-Ville) pour passer, brièvement, aux mains de Jean II Casimir Vasa ex-roi de Pologne (soutenu par Louis XIV) en 1669 qui la visita en 1671 avant de décéder l'année suivante. Les temps révolutionnaires n'épargneront pas la communauté qui fut dissoute brutalement en 1791 avec vente précipitée des mobiliers et des biens sur réquisition des bâtiments par le Tribunal de Dourdan. Les moulins et les fermes furent éparpillés entre des particuliers après que les reliques de saint Thibaut soient brûlées ; on retrouva bien plus tard son crâne conservé aujourd'hui dans un mur de l'église du village. Après que les ruines de l'abbaye soient passées entre les mains de différents propriétaires (dont certains utilisèrent les pierres comme matériau de carrière) l'ensemble fut acheté en 1873 par la baronne Charlotte de Rothschild. La famille fortunée s'efforça de reconstituer l'esprit des lieux avec des travaux importants pour consolider ou réhabiliter les vestiges dans une évocation architecturale de style anglican. Après la mort de la baronne en 1899, le domaine entre dans le patrimoine de son petit-fils, Henri de Rothschild, auteur dramatique. L'héritier disparaît en 1946 (au commencement de la Seconde Guerre mondiale les statues du château de Versailles trouvèrent refuge dans les bois de l'abbaye), année durant laquelle l'industriel Félix Amiot, constructeur d'avions devient le nouveau propriétaire du domaine. Il y transfère ses bureaux d'études et l'endroit restera strictement fermé au public.
C'est en 1988 que l'ensemble de l'abbaye des Vaux-de-Cernay fut racheté à la famille Amiot par le groupe Savry « Les Hôtels Particuliers ». Le nouveau propriétaire, Philippe Savry, décide alors d'importants investissements de rénovation avec le même respect des racines historiques de ces lieux que Mme Charlotte de Rothschild. La stratégie en est cependant tout à fait différente et contemporaine. Le groupe Savry réussira à allier une philosophie d'ouverture du domaine au public (« casser le quotidien quelques instants en visitant ou séjournant dans un cadre exceptionnel ») à une demande d'évènementiel en plein centre du parc naturel régional Haute Vallée de Chevreuse : hôtellerie « haut de gamme », goûters musicaux « tous publics », restauration, concerts prestigieux dans la sale des convers (Yehudi Menuhin s'y produira), festivals ou réceptions de groupes. L'heureux transfert de propriété fut appuyé par tous les élus des Yvelines. L'entreprise a permis un succès basé sur la connaissance du propriétaire de l'esprit des lieux derrière sa grande expérience des réhabilitations sur d'autres sites historiques qui ont contribué, par le tourisme, à la sauvegarde du patrimoine.
L'affaire est cédée depuis fin 2020 au groupe Paris Society / Accor. Le 4 janvier 1994, l'abbaye des Vaux-de-Cernay a été classée au titre des monuments historiques, et depuis 2014, les fonds d'archives de la Société archéologique de Rambouillet sont téléchargeables.
Dans la deuxième moitié du XIXe siècle, l'école de peinture dite « des paysagistes » désigne sur Cernay-la-Ville le rassemblement de peintres paysagistes inspirés par les Vaux-de-Cernay et ses alentours (ressemblance du site avec Fontainebleau qui donna l'École de Barbizon).
En 1879, une carrière de grès fut ouverte (la carrière des Maréchaux sur la limite de Senlisse) afin d'approvisionner les chantiers de la voirie de Paris.
Trente-trois Cernaysiens périrent lors de la Première Guerre mondiale, soit environ 4,7 % de la population du village.
Dès 1940, l'Auberge de Jeunesse accueille un mouvement de résistance, de tendance trotskyste, auquel participe notamment le peintre Samuel Mandelbaum.
Lors de la Seconde Guerre mondiale, le 27 juin 1944, le résistant Pierre Henri Brunet, 17 ans (né le 22/11/1926 à Paris 14e) (Forces françaises de l'intérieur) périt sur la route de l'Abbaye, lors d'un combat contre les forces allemandes. Le village fut libéré le 24 août 1944, lors de l'avancée des forces de Philippe Leclerc de Hauteclocque, en route vers Paris.
À partir des années 1970, le profil de la population de la commune de Cernay-la-Ville mute du mode rural vers un monde « rurbain ».

## Politique et administration

### Rattachements administratifs et électoraux
Rattachements administratifs
Cernay-la-Ville faisait partie depuis 1801 du canton de Chevreuse. Dans le cadre du redécoupage cantonal de 2014 en France, cette circonscription administrative territoriale a disparu, et le canton n'est plus qu'une circonscription électorale. Antérieurement à la loi du 10 juillet 1964, la commune faisait partie du département de Seine-et-Oise. La réorganisation de la région parisienne en 1964 fit que la commune appartient désormais au département des Yvelines et à son arrondissement de Rambouillet après un transfert administratif effectif au 1er janvier 1968.
La commune est membre depuis 2012 de la communauté d'agglomération dénommée Rambouillet Territoires (qui portait jusqu'en 2015 le nom de communauté d'agglomération Plaines et Forêts d'Yveline ou CAPFY), un établissement public de coopération intercommunale (EPCI) à fiscalité propre auquel la commune a transféré un certain nombre de ses compétences, dans les conditions déterminées par le code général des collectivités territoriales.
Rattachements électoraux
Pour les élections départementales, la commune fait partie depuis 2014 du canton de Rambouillet.
Pour l'élection des députés, elle fait partie de la deuxième circonscription des Yvelines.

### Liste des maires
| Période                                  | Période  | Identité        | Étiquette | Qualité                                                         |
| ---------------------------------------- | -------- | --------------- | --------- | --------------------------------------------------------------- |
| Les données manquantes sont à compléter. |          |                 |           |                                                                 |
| 1925                                     | 1929     | Hugues Delume   |           |                                                                 |
|                                          |          |                 |           |                                                                 |
| 1945                                     | 1960     | Yves Guéguen    | SE        |                                                                 |
| 1960                                     | 1965     | Henri Ronquant  | SE        |                                                                 |
| 1965                                     | 1971     | Robert Thibault | SE        |                                                                 |
| 1971                                     | 1977     | Maurice Corin   | SE        |                                                                 |
| 1977                                     | 1983     | Alain Sarzotti  | SE        | Vice-président de l'association des anciens maires des Yvelines |
| 1983                                     | 1995     | Jean Dionisi    | SE        |                                                                 |
| 1995                                     | 2001     | Michel Trempu   | SE        |                                                                 |
| 2001                                     | 2020     | René Mémain,    | DVD       | Vice-président de la CA Rambouillet Territoires (2014→ 2020)    |
| 2020                                     | En cours | Claire Cheret   | SE        |                                                                 |

### Jumelages
- Odenthal (Allemagne).

## Population et société

### Démographie
L'évolution du nombre d'habitants est connue à travers les recensements de la population effectués dans la commune depuis 1793. Pour les communes de moins de 10 000 habitants, une enquête de recensement portant sur toute la population est réalisée tous les cinq ans, les populations de référence des années intermédiaires étant quant à elles estimées par interpolation ou extrapolation. Pour la commune, le premier recensement exhaustif entrant dans le cadre du nouveau dispositif a été réalisé en 2007.

En 2022, la commune comptait 1 526 habitants, en évolution de −3,96 % par rapport à 2016 (Yvelines : +2,72 %, France hors Mayotte : +2,11 %).
| 1793 | 1800 | 1806 | 1821 | 1831 | 1836 | 1841 | 1846 | 1851 |
| ---- | ---- | ---- | ---- | ---- | ---- | ---- | ---- | ---- |
| 331  | 388  | 408  | 440  | 409  | 409  | 424  | 461  | 454  |

| 1856 | 1861 | 1866 | 1872 | 1876 | 1881 | 1886 | 1891 | 1896 |
| ---- | ---- | ---- | ---- | ---- | ---- | ---- | ---- | ---- |
| 466  | 473  | 502  | 504  | 519  | 614  | 624  | 681  | 803  |

| 1901 | 1906 | 1911 | 1921 | 1926 | 1931 | 1936 | 1946 | 1954 |
| ---- | ---- | ---- | ---- | ---- | ---- | ---- | ---- | ---- |
| 741  | 755  | 705  | 677  | 645  | 605  | 545  | 532  | 595  |

| 1962 | 1968 | 1975 | 1982  | 1990  | 1999  | 2006  | 2007  | 2012  |
| ---- | ---- | ---- | ----- | ----- | ----- | ----- | ----- | ----- |
| 561  | 518  | 969  | 1 666 | 1 757 | 1 727 | 1 652 | 1 641 | 1 641 |

| 2017  | 2022  | - | - | - | - | - | - | - |
| ----- | ----- | - | - | - | - | - | - | - |
| 1 577 | 1 526 | - | - | - | - | - | - | - |

Les histogrammes sur la population de Cernay-la-Ville sont communiqués par INSEE sur les données les plus actuelles (2021).

### Enseignement
- École maternelle ;
- École élémentaire.

L'école est affiliée à l'USEP (Union sportive à l'école primaire) et permet aux élèves de participer à des rencontres inter-écoles (Bullion, Dampierre-en-Yvelines, La Celle-les-Bordes, Les Essarts-le-Roi, Auffargis et Le Perray-en-Yvelines).

### Sports
- Association Sportive de Cernay-la-Ville (ASC) (football, tennis, VTT, musculation, pétanque).

### Activités festives
La Fête nationale est célébrée dans le square du village et donne lieu à un défilé dans toute la commune, en général dans la nuit du 13 au 14 juillet. Elle est précédée par la fête du village (début juillet) et par la fête de l'école (fin juin).
Le 6 décembre est célébrée la Saint-Nicolas. Le saint rend visite aux enfants devant la bibliothèque municipale, s'ensuit alors une procession jusqu'à la salle des fêtes ou se tient le marché de Noël.
Les nombreuses autres activités sont actualisées sur le site de la commune.

## Économie
La commune est encore agricole mais l'arrivée de nouveaux habitants à partir des années 1970 (dit « rurbains ») modifieront cette structure traditionnelle des revenus locaux à partir des bassins d'emploi contemporains des Yvelines (Saint-Quentin-en-Yvelines, plateau de Saclay ou Vélizy-Villacoublay). Il y a encore huit très anciennes fermes (certaines datent du XVIIe siècle) où l'on produit du maïs, du blé, du colza, de la pomme de terre, de la betterave à sucre et de l'orge. Cependant plusieurs de ces exploitations se sont diversifiées en se reconvertissant au « bio »  aux réceptions, restaurations et divertissements ou gîtes ruraux et aire de camping. Les fermes de la Douairière et des Charmes continuent à produire céréales, betteraves et colza. L'élevage est présent, via la filière de l'élevage ovin, sur des pâturages proches de la forêt, au niveau du plateau de Cernay (zone méridionale) avec l'élevage chevalin, dans de grands prés, en bordure de la forêt. L'élevage volailler est encore représenté mais de moins en moins. Le bois était exploité dans la vallée pour le vendre sur le plateau. Mais cette activité se réoriente à partir des années 1980 dans des contrats entre l'ONF et l'industrie internationale du bois.
Le commerce local, la restauration et les professions libérales (souvent médicales) représentent les foyers d'activité  (superette, coiffeur, pharmacie, tabac, auto-école, boucherie, boulangerie, PME bois, garages, et restauration… etc.)
L'activité touristique reste intense dès le printemps (depuis le XIXe siècle via la ligne de Sceaux commencée en 1854) par la gare RER Saint-Rémy-lès-Chevreuse et la D 906, qui favorise sur les fins de semaine une circulation très animée des groupes sportifs (vélos), associatifs (écoles, scoutisme) et projets de promeneurs de la région parisienne qui profitent du cadre historique du PNR, poumon des environs urbanisés de la région parisienne.
La carrière et le moulin ne sont plus en activité. Les activités de la poste ont été transférées à la mairie.

## Culture locale et patrimoine

### Lieux et monuments
- Église Saint-Brice, le transept et la base du clocher sont du XIIIe siècle, la nef et le bas-côtés du XVIe siècle ; la pierre tombale à deux effigies du XVIe siècle, la statue de saint Brice en chêne du XIIIe siècle, le grand christ de bois du XVIIe siècle. L'église abrite la tombe de Jean de Furet (décédé en 1539), dans laquelle repose, outre le seigneur, sa femme. Des reliques de saint Thibaut de Marly, abbé des Vaux de Cernay, sont également présentes dans l'église.
- Ancienne abbaye des Vaux-de-Cernay, des XIIe et XIIIe siècles (visite virtuelle).
- Le Petit Moulin des Vaux de Cernay, un ancien moulin, racheté par le département en 2012 et transformé en musée du paysage[45].

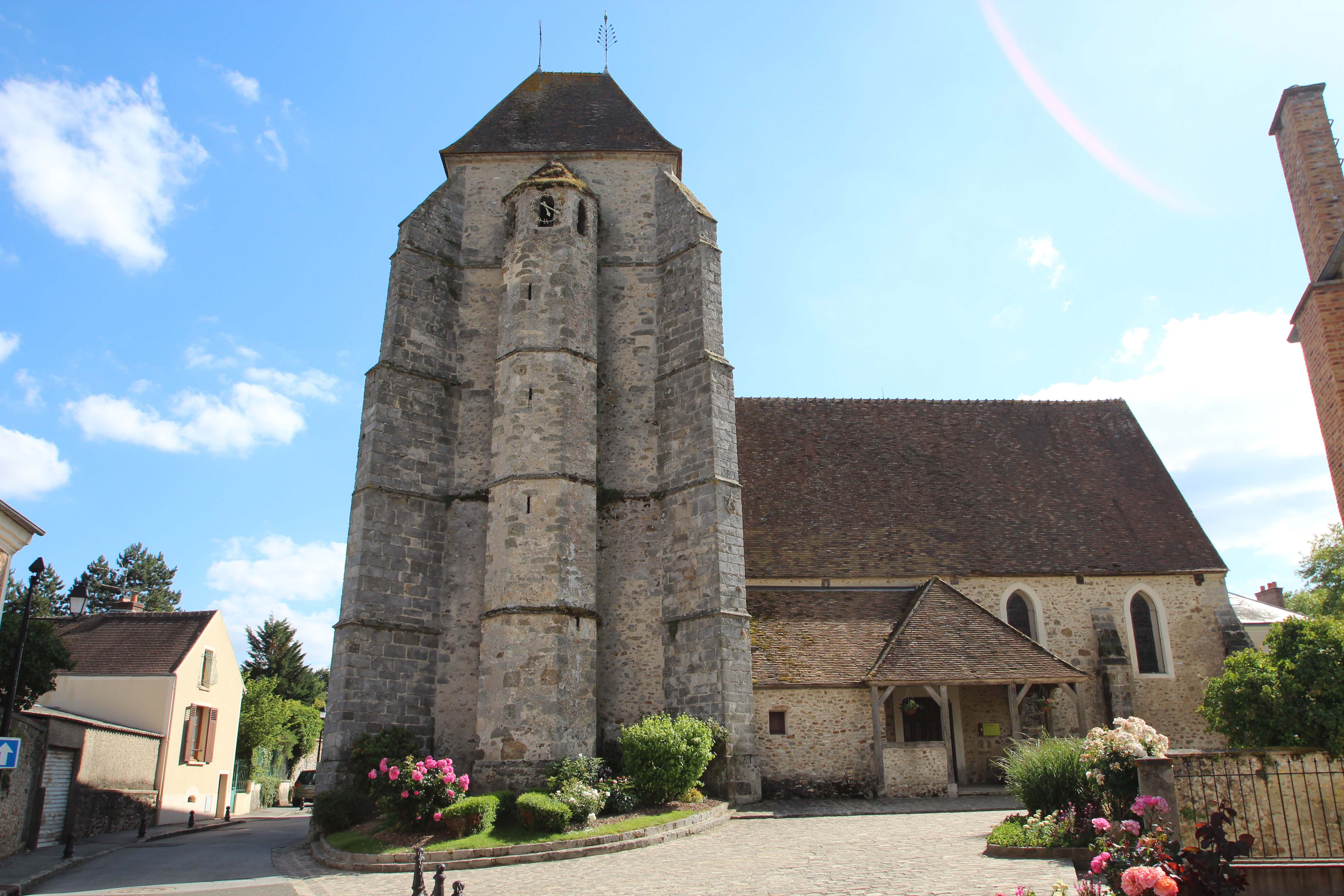
L'église Saint-Brice : le transept et la base du clocher sont du XIIIe siècle, la nef et le bas-côtés du XVIe siècle. Voir Thibaut de Marly.
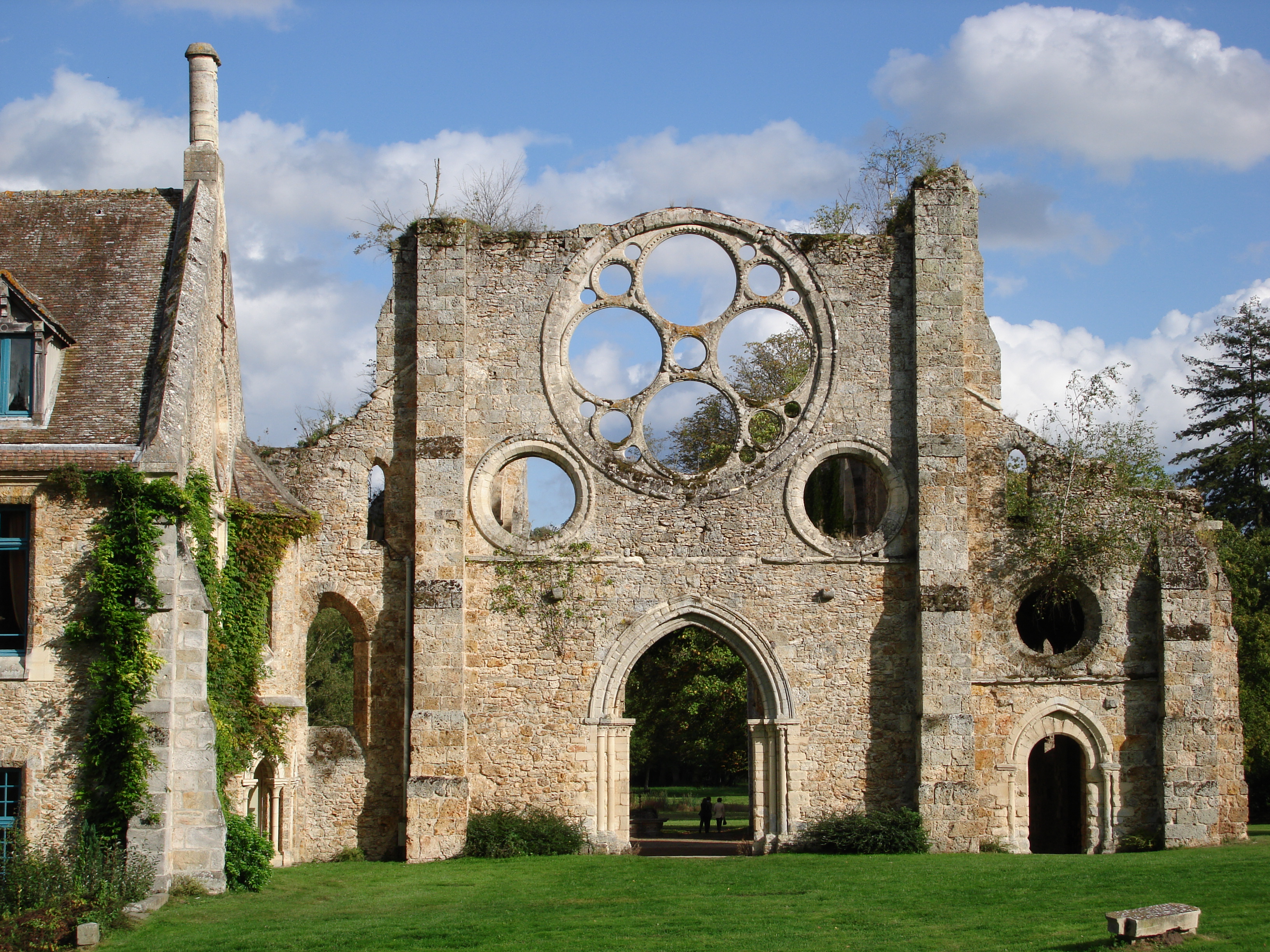
Abbaye des Vaux-de-Cernay. Lieu lié à l'histoire de France depuis le XIIe siècle (Cisterciens et croisades).
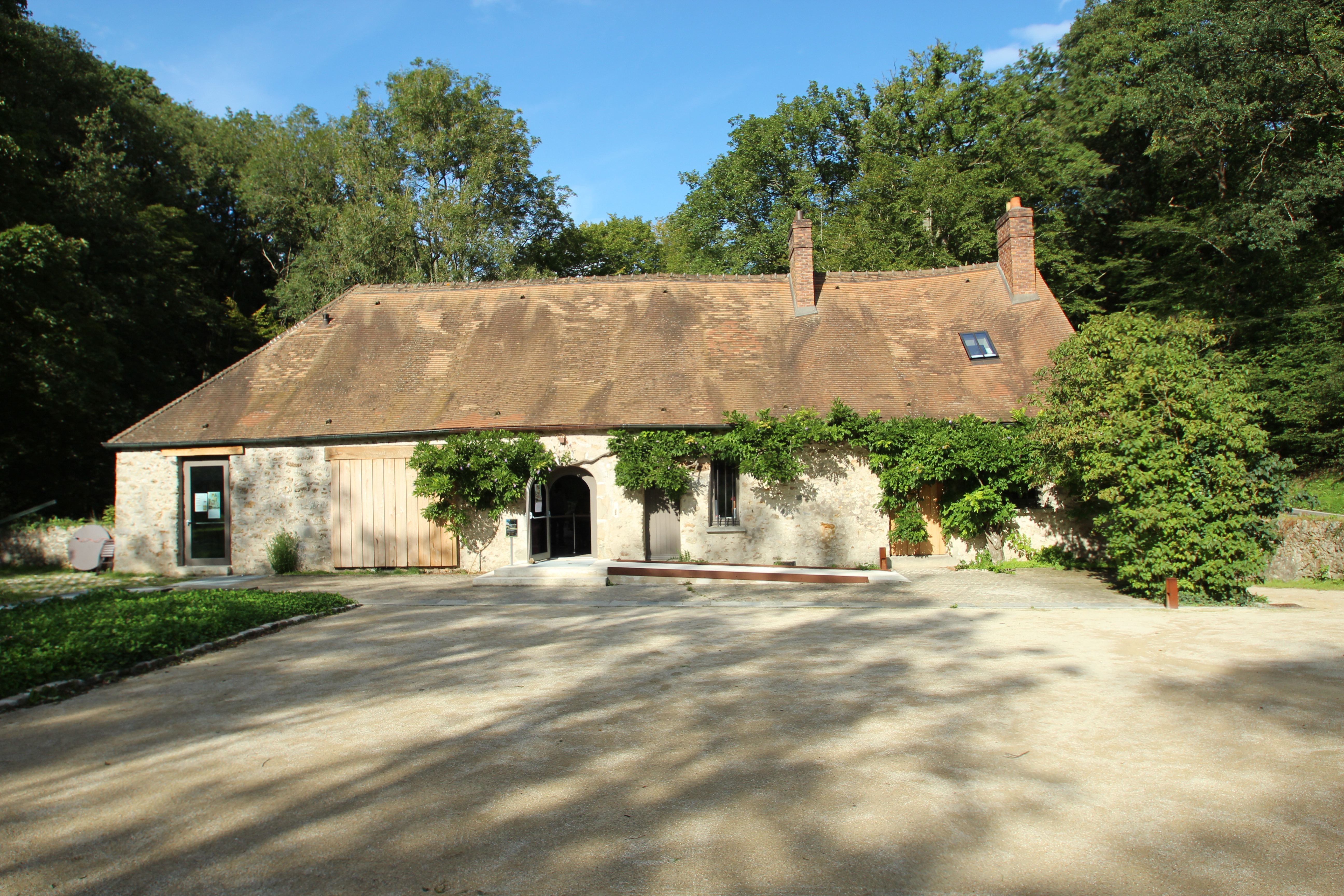
Petit Moulin des Vaux de Cernay : origine 800 ans, créé par les moines de l'abbaye des Vaux-de-Cernay à la fin du Moyen Âge.

### École de peinture de Cernay, dite «des paysagistes»
Au cours de la seconde moitié du XIXe siècle, de nombreux jeunes peintres prestigieux viendront travailler en plein air dans les Vaux de Cernay (plus de 700) à la suite du développement du chemin de fer de la ligne de Sceaux commencée en 1854 qui s’étendra en 1867 jusqu’à Saint-Rémy-lès-Chevreuse et Limours, la Vallée de Chevreuse devient ainsi plus accessible mais la photographie n'a pas encore envahi l'attente et le monde des images en couleur. Ils logeaient dans de conviviales auberges (« Chez Léopold » ou « Au Rendez-vous des Artistes ») à Auffargis ou à Cernay-la-Ville.
Les peintres de l'école de Cernay sont alors très connus. Leur chef de file était Léon Germain Pelouse (1838-1891), qui vit à Cernay de 1870 à 1884 et a été élu également président des salons de peinture et de sculpture de Paris. Ses œuvres sont exposées dans de nombreux musées en France (Paris Orsay, Bordeaux, le Havre, Rouen, Carcassonne, Nantes) et à l'étranger (Oslo, Chicago, New York, Montréal et Sidney). Plusieurs centaines de peintres français et étrangers sont venus dans la région au cours de la seconde moitié du XIXe siècle, imités par de nombreux artistes liés à l'école de Cernay-la-Ville : Jacques Raymond Brascassat (1804-1867), Henri Harpignies (1819-1916), Kitty Lange Kielland (1843-1914), Albert Rigolot (1862-1932), Julian Alden Weir (1852-1919), Charles Ferdinand Ceramano de Belgique, Peder Severin Krøyer du Danemark, Winslow Homer des États-Unis, Theodore Robinson des USA, Marc-Aurèle de Foy Suzor-Coté du Canada.
En 1897, les amis et élèves de Léon Germain Pelouse font élever un monument à sa mémoire dans les Vaux de Cernay par Alexandre Falguière. Cette œuvre ayant été dérobée en 1999, un nouveau buste en bronze de Léon Germain Pelouse, réalisé par le sculpteur Marc Deligny et la fonderie Coubertin, a été implanté près de l'étang des Vaux de Cernay en 2004.

Galerie avec quelques références
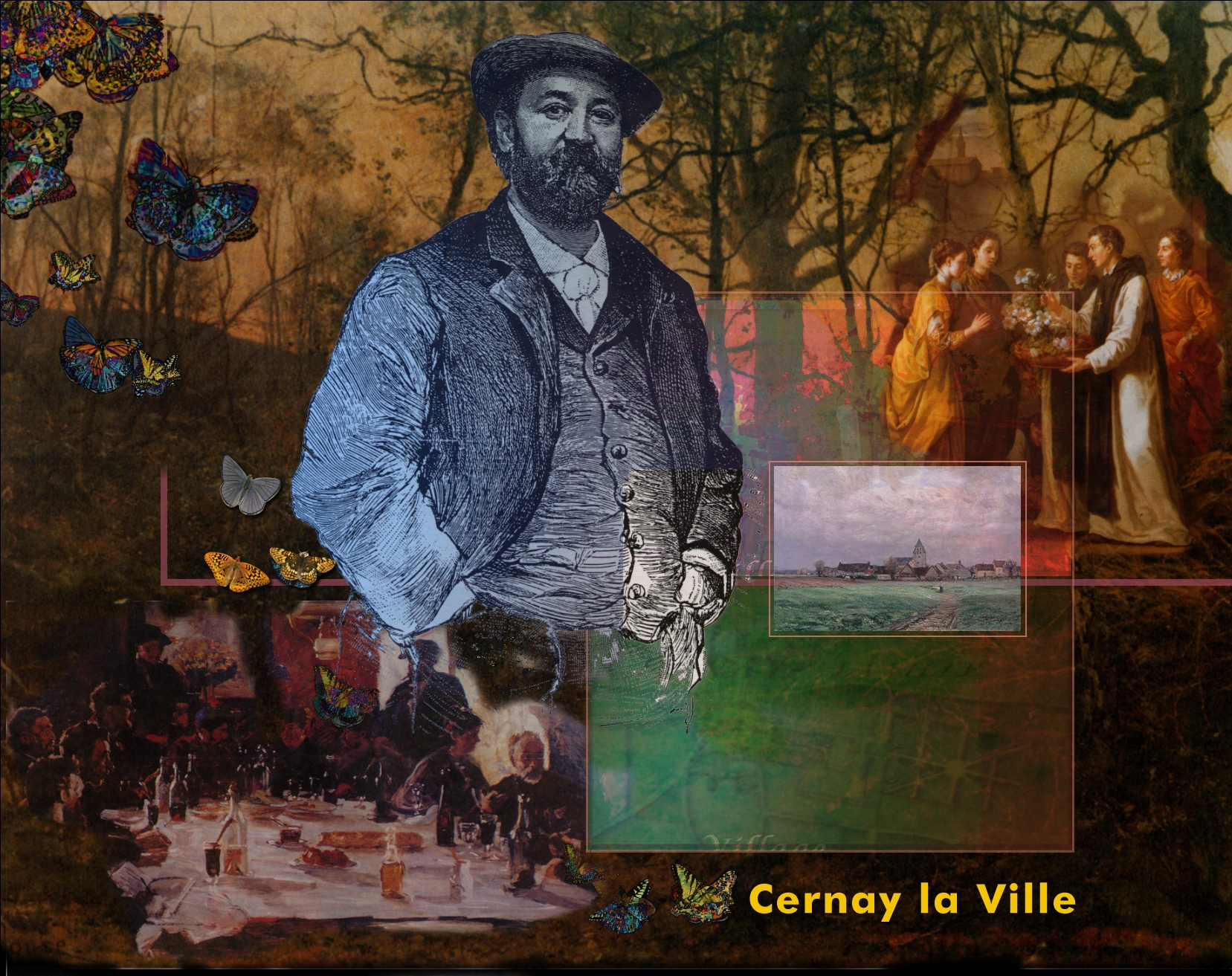
Composition numérique 2020 autour de Léon Germain Pelouse à partir des œuvres référencées de Joseph-Marie Vien (en haut) et Flavien-Louis Peslin (panneau en bas).
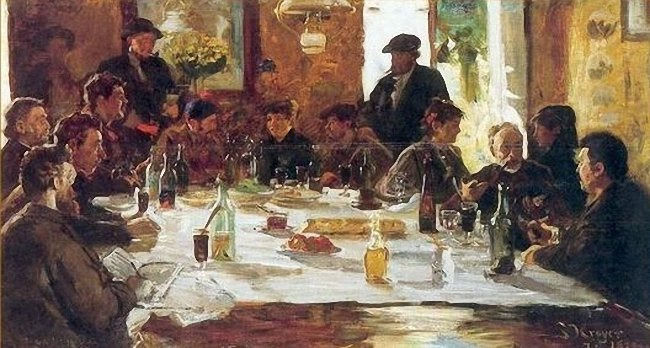
Peder Severin Krøyer (1851-1909) : repas à Cernay avec L.G.Pelouse en 1880.
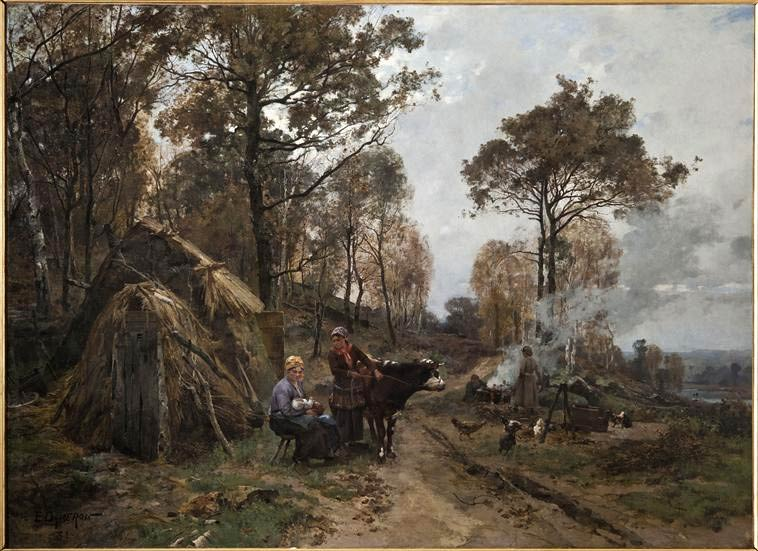
Émile Charles Dameron (1848-1908).
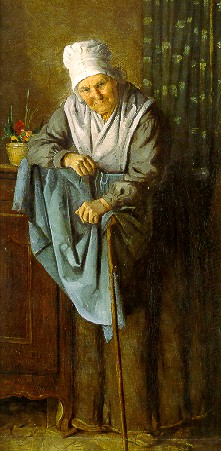
Julian Alden Weir (1852-1919).

### Patrimoine naturel
La commune est située en bordure de la Forêt de Rambouillet. Elle est également incluse dans les limites du parc naturel régional de la Haute Vallée de Chevreuse.

#### Flore
Cernay-la-Ville a toutes les caractéristiques des milieux naturels en zone humide : cours d'eau, étangs, marécages, bocages, collines avec des cols parfois difficiles d'accès et cours d'eau bordés d'herbes folles.

#### Faune
La commune conserve une grande variété d'espèces animales encore bien présentes et contrôlées par les associations de chasseurs et l'Office National des Forêts. Mais leur nombre est en récession : sangliers, cerfs élaphes, chevreuils et daims européens, rongeurs et rapaces, nombreuses espèces d'oiseaux, présents en grand nombre faute de grands prédateurs. Ainsi, elle reste une zone privilégiée pour la chasse depuis le Moyen Âge.

### Personnalités liées à la commune
- Thibaut de Marly (≈1200 - 1247), moine cistercien français de l'abbaye des Vaux-de-Cernay, dont il est abbé de 1235 à sa mort. Canonisé en 1270, il est liturgiquement commémoré le 8 juillet.
- Louis Evrard Conrad de Kock (1815-1874), peintre français, a vécu à Cernay.
- Charlotte de Rothschild (Charlotte Nathaniel de Rothschild) (1825-1899) achète et restaure l'abbaye de 1873 à 1899.
- Léon Germain Pelouse (1838-1891) est le chef de file d'un groupe de peintres, l'école de Cernay, qui doit son nom à la ville. Le centre de loisirs de la commune porte son nom.
- Armand Blanchonnet, né en 1903, mort à Cernay-la-Ville en 1968, coureur cycliste, double champion aux Jeux olympiques d'été de 1924.
- Paul Grimault (1905-1994), réalisateur de films d'animation. Il a vécu à Cernay. La place centrale du village porte son nom.